# Yadollah Sharifirad
Yadollah Sharifirad (persa: یدالله شریفی‌راد) (nacido el 24 de marzo de 1946 en Taleqan) es un expiloto de caza iraní del antiguo grupo acrobático de la Fuerza Aérea Imperial Iraní, que más tarde se convirtió en la Fuerza Aérea de la República Islámica de Irán, durante el periodo de 1980-1984, también fue ex agregado militar y escritor.
En 1978, fue miembro del equipo acrobático de la antigua IIAF, los Golden Crown, en el que se destacó junto a otros de sus compañeros, como el mayor Yadollah Javadpour (con quien más tarde combatió durante la invasión de Irak), durante los hechos de la Revolución Iraní, Sharifirad fue uno de los pilotos iraníes que fueron perseguidos por el nuevo régimen islámico del Ayatola Ruhollah Jomeini, quien veía a los antiguos miembros de las Fuerzas Armadas Imperiales, como una seria "Amenaza a la Revolución", durante este periodo (1979-1980), Sharifirad fue arrestado por la autoridad de la recién formada Guardia Revolucionaria por cargo desconocidos (aunque se puede especular de ser cargos de traición), este periodo fue objeto de muchas torturas junto a otros miembros de las antiguas fuerzas del imperio, por parte de la Guardia Revolucionaria, quienes lo amenazaron en algunas ocasiones con ejecutarlo, a pesar de estas amenazas, Sharifirad se mantuvo firme.
Tras la invasión por parte de Irak, en 1980, inició la guerra entre Irán e Irak, pronto la IRIAF, que apenas llevaba algunos meses de ser renombrada y reorganizada, tenía enormes problemas con el entrenamiento de nuevos pilotos que se pudieran enfrentar a los aviones de la Fuerza Aérea Iraquí(IQAF), debido a esto la falta de pilotos experimentados, llevó al régimen islámico a llamar sacar y llamar devuelta al servicio a muchos antiguos pilotos, Sharifirad fue uno de estos pilotos, pronto la enorme experiencia de Sharifirad como antiguo piloto acrobático, le dio renombre en los escuadrones de cazas ligeros, volviendo a tocar los mandos de su antiguo avión de vuelo, el Northrop F-5E Tiger II, durante los siguientes años hasta 1984, Sharifirad se convirtió en uno de los pilotos más exitosos de F-5 durante su relativamente corto periodo en la guerra Irán-Irak.
En total logró el derribó de un total de 5 aviones de combate iraquíes (3 confirmadas y 2 posibles victorias), las victorias incluyen un avión de ataque Sukhoi Su-22 y cuatro interceptores Mikoyan Gurevich MiG-21. Durante uno de los muchos ataques aéreos a una central eléctrica de las tropas iraquíes, en el Kurdistán iraquí (al norte del país), fue parte de la fuerza de bombardeo, en un momento no determinado, fue atacado por 3 combatientes iraquíes no identificados y en donde fue derribado, logrando salir expulsado del avión, cayendo en territorio enemigo, donde pudo evitar por varias noches a los soldados enemigos, consiguiendo ser salvado y transferido a Irán por guerrilleros kurdos iraquíes. Una película llamada Eagle se hizo sobre este evento.
Desde 1984 hasta 1987, Sharifirad fue agregado militar en Pakistán. En 1987, el gobierno iraní le ordenó que regresara y lo acusaron de llevar a cabo actividades de espionaje en los Estados Unidos de América. Después de ser arrestado por las autoridades pakistaniés y pasando un año en prisión, fue liberado y luego se escapó a Canadá en donde reside hasta el día de hoy.
En 2010, Sharifirad escribió un libro con el título "El vuelo de un patriota". En este libro, cuenta la historia de su vida desde la juventud hasta la participación en la guerra Irán-Irak, su arresto, su prisión y su tortura hasta la inmigración a Canadá.
Hasta hoy Yadollah Sharifirad es uno de los dos pilotos más exitosos del conflicto con Irak, siendo también un As de la Aviación, por sus 5 victorias, que junto a su antiguo compañero Yadollah Javadpour, son los pilotos de F-5 más exitosos de toda la historia.
- Datos: Q14848366